# 嘉義市市長
嘉義市市長為中華民國臺灣省嘉義市的最高行政首長，任期四年，連選得連任一次，現任市長為中國國民黨籍的黃敏惠。

## 歷任首長

### 日治時期

#### 嘉義市市尹
| 任次 | 肖像 | 姓名 (生–卒)          | 在任時間       | 在任時間       | 備註 |
| ---- | ---- | --------------------- | -------------- | -------------- | ---- |
| 1    |      | 政所重三郎 (1884－？) | 1930年1月20日  | 1931年5月16日  |      |
| 2    |      | 松岡一衛 (1891－？)   | 1931年5月16日  | 1932年6月2日   |      |
| 3    |      | 廣谷致員 (1896－？)   | 1932年6月2日   | 1933年10月3日  |      |
| 4    |      | 川添修平 (1897－？)   | 1933年10月3日  | 1936年10月20日 |      |
| 5    |      | 伊藤英三 (1903－？)   | 1936年10月20日 | 1938年12月17日 |      |
| 6    |      | 長谷川茂雄 (1898－？) | 1938年12月17日 | 1939年7月31日  |      |
| 7    |      | 大越隆三 (1900－1943) | 1939年7月31日  | 1940年6月19日  |      |
| 8    |      | 中松乙彥 (1889－？)   | 1940年6月19日  | 1940年10月28日 |      |

##### 附註
1. ↑  原殖產局山林課長。
2. ↑  新竹州新竹市尹。
3. ↑  原中央研究所庶務課長。
4. ↑  殖產局特產課長。
5. ↑  原花蓮港廳庶務課長。
6. ↑  改任中央研究所庶務課長。
7. ↑  原臺北州臺北市助役。
8. ↑  改任臺北州基隆市尹。
9. ↑  原高雄州地方課長。
10. ↑  改任臺中州警務部長。
11. ↑  原臺中州彰化郡守。
12. ↑  改任殖產局營林所庶務課長。
13. ↑  原臺北州勸業課長。
14. ↑  原臺南州嘉義郡守。
15. ↑  改任市長。

#### 嘉義市市長
| 任次 | 肖像 | 姓名 (生–卒)        | 在任時間       | 在任時間       | 備註 |
| ---- | ---- | ------------------- | -------------- | -------------- | ---- |
| 1    |      | 中松乙彥 (1889－？) | 1940年10月28日 | 1943年3月31日  |      |
| 2    |      | 本田武二 (？－？)   | 1943年3月31日  | 1945年10月25日 |      |

##### 附註
1. ↑  原市尹。
2. ↑  改任高雄州高雄市長。
3. ↑  臺北州羅東郡守。

### 中華民國時期[1]

#### 省署／省政府指派

##### 省轄市時期（1945年～1950年）
| 任次 | 姓名   | 就任時間       | 卸任時間       | 備註           |
| ---- | ------ | -------------- | -------------- | -------------- |
| 代理 | 陸公任 | 1945年11月19日 | 1945年12月1日  | 警察局長代理。 |
| 1    | 陳東生 | 1945年12月1日  | 1946年12月12日 |                |
| 2    | 孫志俊 | 1946年12月12日 | 1947年7月2日   |                |
| 3    | 宓汝卓 | 1947年7月2日   | 1948年7月      |                |
| 4    | 林伏濤 | 1948年7月      | 1949年6月      |                |
| 5    | 謝掙強 | 1949年6月      | 1950年3月18日  | 因病辭職。     |
| 代理 | 顧鴻傳 | 1950年3月18日  | 1950年9月      | 省府委員代理。 |
| 6    | 羅仲若 | 1950年9月      | 1950年10月25日 |                |

#### 縣轄市時期（1950年～1982年）
| 屆次 | 姓名   | 就任時間       | 卸任時間       | 備註               |
| ---- | ------ | -------------- | -------------- | ------------------ |
| 代理 | 陳國喜 | 1950年10月25日 | 1951年10月25日 | 縣民政局長代理。   |
| 代理 | 張德水 | 1951年10月25日 | 1952年1月25日  | 縣府主秘代理。     |
| 1    | 賴淵平 | 1952年1月25日  | 1954年4月23日  | 民選首任。         |
| 2    | 何茂取 | 1954年4月23日  | 1957年4月23日  |                    |
| 3    | 何茂取 | 1957年4月23日  | 1960年4月23日  |                    |
| 4    | 蘇玉衡 | 1960年4月23日  | 1962年9月16日  |                    |
| 代理 | 林金龍 | 1962年9月16日  | 1964年4月23日  | 縣合作室主任代理。 |
| 5    | 方輝龍 | 1964年4月23日  | 1968年3月1日   |                    |
| 6    | 許世賢 | 1968年3月1日   | 1972年10月31日 |                    |
| 代理 | 連敏   | 1972年10月31日 | 1973年4月1日   |                    |
| 7    | 阮志聰 | 1973年4月1日   | 1977年12月30日 |                    |
| 8    | 阮志聰 | 1977年12月30日 | 1982年3月1日   |                    |
| 9    | 許世賢 | 1982年3月1日   | 1982年7月1日   | 改聘省轄市長。     |

#### 省轄市時期（1982年至今）
| 任次 | 姓名 （生－卒）       | 肖像           | 在任時間       | 在任時間           | 黨籍           | 屆次                                                                | 備註                                      |
| ---- | --------------------- | -------------- | -------------- | ------------------ | -------------- | ------------------------------------------------------------------- | ----------------------------------------- |
| 1    | 許世賢 （1908－1983） |                | 1982年7月1日   | 1983年6月30日      | 中國民主社會黨 | 1                                                                   | 縣轄市長改聘。                            |
| 代理 | 江慶林                |                | 1983年7月1日   | 1983年12月15日     | 中國國民黨     | 1                                                                   | 臺灣省政府委員代理。                      |
| 2    | 張博雅 （1942－）     |                | 1983年12月15日 | 1985年12月20日     | 無黨籍         | 1                                                                   | 升格省轄市後首位無黨籍市長。 許世賢四女。 |
| 2    | 張博雅 （1942－）     | 1985年12月20日 | 1989年12月20日 | 2                  | 無黨籍         | 首位連任成功的無黨籍市長。                                          |                                           |
| 3    | 張文英 （1938－）     |                | 1989年12月20日 | 1993年12月20日     | 無黨籍         | 3                                                                   | 許世賢三女、張博雅胞姊。                  |
| 3    | 張文英 （1938－）     | 1993年12月20日 | 1997年12月20日 | 4                  | 無黨籍         |                                                                     | 許世賢三女、張博雅胞姊。                  |
| 4    | 張博雅 （1942－）     |                | 1997年12月20日 | 2000年5月20日      | 無黨籍         | 5                                                                   | 首位三度當選的市長。                      |
| 代理 | 陳麗貞 （1958－）     |                | 2000年5月20日  | 2001年12月20日     | 無黨籍         | 5                                                                   | 行政院指派副市長代理。                    |
| 5    | 陳麗貞 （1958－）     | 2001年12月20日 | 2005年12月20日 | 無黨籍→ 民主進步黨 | 6              | 首位 民主進步黨籍市長。                                             |                                           |
| 6    | 黃敏惠 （1959－）     |                | 2005年12月20日 | 2009年12月20日     | 中國國民黨     | 7                                                                   | 升格省轄市後首位 中國國民黨籍市長。       |
| 6    | 黃敏惠 （1959－）     | 2009年12月20日 | 2014年12月25日 | 8                  | 中國國民黨     | 升格省轄市後首位連任成功的 中國國民黨籍市長。                       |                                           |
| 7    | 涂醒哲 （1951－）     |                | 2014年12月25日 | 2018年12月25日     | 民主進步黨     | 9                                                                   | 升格省轄市後首位男性民選市長。            |
| 8    | 黃敏惠 （1959－）     |                | 2018年12月25日 | 2022年12月25日     | 中國國民黨     | 10                                                                  |                                           |
| 8    | 黃敏惠 （1959－）     | 2022年12月25日 | 現任           | 11                 | 中國國民黨     | 首位四度當選的市長。 臺灣地方自治史上首位四度在同縣市當選的縣市長。 |                                           |

## 註解
1. ↑  任內逝世。
2. ↑  接任內政部部長而辭職。
3. ↑  連任失敗。
4. ↑  連任失敗。

## 外部連結
- 嘉義市政府 （页面存档备份，存于）